# Alessandro Cavagnari
Alessandro Cavagnari (Piacenza, 26 agosto 1801 – Genova, 4 gennaio 1892) è stato un magistrato e politico italiano.

## Biografia
Figlio di Pietro, fu giudice del Tribunale di Parma dal 1844 al 1848. In settembre del 1848 venne chiamato alla direzione della Sicurezza Pubblica e Polizia dal governo provvisorio austriaco. In febbraio dell'anno successivo volle essere esonerato da questo incarico avendo il governatore austriaco instaurato lo stato d'assedio e altre misure eccezionali, che egli non condivideva. Nel mese di marzo riebbe l'incarico, e fu anche nominato membro della Commissione di Governo.
In dicembre del 1850 fu vicepresidente del Tribunale Civile di Parma, nel 1854 vicepresidente della Corte d'Appello e nel 1855 Procuratore della Corte d'Appello. Quando Parma si unì all'Italia (1860) diventò Sostituto Procuratore Generale della Corte d'Appello di Parma e Modena. Nel 1864 si trasferì a Perugia quale Presidente di sezione di Corte d'Appello.
In novembre del 1876 fu eletto Senatore nella XIII legislatura del Regno d'Italia. In seguito fu assessore comunale a Genova. Fu insignito del titolo di Grand'Ufficiale dell'Ordine della Corona d'Italia.
Anche il figlio Alfonso fu un protagonista della vita politica parmense nella seconda metà dell'Ottocento, diventando sindaco di Parma ed essendo eletto deputato nella XIV legislatura.